# Oron, Moselle
Oron är en kommun i departementet Moselle i regionen Grand Est (tidigare regionen Lorraine) i nordöstra Frankrike. Kommunen ligger i kantonen Delme som tillhör arrondissementet Château-Salins. År 2022 hade Oron 107 invånare.

## Befolkningsutveckling
Antalet invånare i kommunen Oron
| Referens: INSEE |